# Диодор (Васильчук)
Архиепископ Диодо́р (в миру Вита́лий Семёнович Васильчу́к; 22 июля 1979, Одесса) — епископ Украинской православной церкви (Московского патрирхата), архиепископ Южненский, викарий Одесской епархии.
Тезоименитство — 29 апреля (12 мая), мученика Диодора Афродисийского (Карийского).

## Биография
Родился 22 июля 1979 года в Одессе в семье моряков.
В 1986 году пошёл в первый класс одесской средней школы № 78, которую окончил в 1996 году.
В мае 1996 году поступил послушником в Свято-Пантелеимоновский мужской монастырь города Одессы.
21 сентября 1996 года по благословению Митрополита Одесского и Измаильского Агафангела (Саввина) был пострижен в рясофор.
9 декабря 1996 года Митрополитом Одесским и Измаильским Агафангелом, пострижен в монашество с именем Диодор в честь святого мученика Диодора Афродисийского.
22 декабря 1996 года Митрополитом Агафангелом рукоположен в сан иеродиакона.
27 февраля 2000 года Митрополитом Агафангелом рукоположен в сан иеромонаха.
22 июля 2000 года назначен благочинным Свято-Пантелеимоновского мужского монастыря г. Одессы.
9 августа 2000 года возведён в сан игумена.
18 мая 2002 года удостоен права ношения креста с украшениями.
25 февраля 2004 года Митрополитом Одесским и Измаильским Агафангелом, назначен и. о. наместника Свято-Иверского Одесского мужского монастыря.
9 марта 2004 года постановлением Священного Синода УПЦ утверждён наместником Свято-Иверского Одесского мужского монастыря.
13 апреля 2004 года возведён в сан архимандрита.

### Архиерейство
25 сентября 2013 года решением Священного Синода УПЦ был избран епископом Южненским, викарием Одесской епархии.
28 сентября во Всехсвятском храме Киевского Пантелеимоновского монастыря в Феофании — наречён во епископа.
29 сентября того же года в Успенском соборе Киево-Печерской Лавры хиротонисан во епископа Южненского, викария Одесской епархии. Хиротонию совершили: митрополит Киевский и всея Украины Владимир (Сабодан), митрополит Одесский и Измаильский Агафангел (Саввин), митрополит Бориспольский и Броварский Антоний (Паканич), митрополит Вышгородский и Чернобыльский Павел (Лебедь), архиепископ Яготинский Серафим (Демьянив), архиепископ Переяслав-Хмельницкого и Вишневский Александр (Драбинко), епископ Макаровский Иларий (Шишковский), епископ Ивано-Франковский и Коломыйский Пантелеимон (Луговой), епископ Обуховский Иона (Черепанов), епископ Ирпенский Климент (Вечеря) и епископ Бородянский Варсонофий (Столяр).